# Tetsuya Okayama
Tetsuya Okayama (jap. 岡山 哲也 Okayama Tetsuya; ur. 27 sierpnia 1973) – japoński piłkarz występujący na pozycji pomocnika.

## Kariera klubowa
Od 1992 do 2008 roku występował w klubach Nagoya Grampus Eight, Albirex Niigata i Albirex Niigata Singapore.